# Teratom
Teratom je nádor složený z různých tkání, které v daném místě normálně nebývají a které vznikly z embryonální tkáně. Často bývá v pohlavních žlázách. Má různý stupeň zralosti a podle toho i stupeň zhoubnosti teratokarcinom. Teratomy mají obvykle podobu vaku různé velikosti, které v sobě obsahují známé tkáně či orgány např. zuby, vlasy, kost, vzácně i oko.

## Léčba
Nádor se odstraňuje chirurgicky. U maligních případů následuje také chemoterapie. Ta se též pobírá i před chirurgickým zákrokem u teratomů složitých, pravděpodobně maligních (kvůli opožděné diagnóze nebo léčbě), nebo v chirurgicky obtížně dostupných místech. Následná vyšetření po zákroku zahrnují tělesné prohlídky, zobrazovací metody (MRI, CT nebo ultrazvuk) a měření hladin α-fetoproteinu a/nebo β-choriogonadotropinu (pohlavní hormon, který vylučují i některé teratomy).